# Eszéki István
Eszéki István (Szatmárnémeti, 1642. körül – Kolozsvár, 1708. július 6.) református lelkész, a latin nyelvű barokk iskoladráma egyik képviselője.

## Élete
Szülőhelyén, Sárospatakon, 1663-ben a franekeri egyetemen, 1664-ben a groningeni és a leideni egyetemen, 1665-66-ban az utrechti egyetemen tanult. Hazatérve a nagybányai iskola igazgatója, majd Aranyosmeggyesen az özvegy Lónyay Anna erdélyi fejedelemasszony udvari papja lett. Innen Székelyudvarhelyre került lelkésznek. 1673-ban Bethlen János az udvarhelyi iskola alapítója, egyházi főgondnoknak tette. 1697-ben esperessé választották.
Halála előtt ezer forintot hagyott alapul az elszegényedett lelkészek özvegyei és árvái számára; tekintélyes könyvtárát a sárospataki és kolozsvári kollégiumra hagyta.

## Művei
- Disputatio theologico-philologica determinens quae et quanta sit authoritas Sacrae Scripturae in versionibus vulgaribus. Utrajecti, 1665
- Prima veritas defensa. Trajecti ad Rhenum, 1666
- Necessaria responsio contra reformat. Amstelodami, 1666
- Halotti Magyar Oratio… Gróff Rhedei Ferencz Urunknak… utolsó érdemlet tisztessége megadásának okáért… Sáros-Patak, 1668
- Diarium Theologicum. Sive Universa Theologia… Claudiopoli, 1675
- Cseh Csuzi Jakab tiszteletére a Lux in tenebris (Franequerae, 1665) című munkába latin verset írt